# Punta Casana
Die Punta Casana (auch Punta Cassana oder Piza di Rin, 3007 m s.l.m.) ist ein Berg in den Livigno-Alpen an der Grenze des Schweizer Kantons Graubünden und der italienischen Provinz Sondrio in der Lombardei. Der Gipfel zeigt sich als auffälliger, kalkhaltiger Zahn im steilen Grat nordöstlich des Pass Chaschauna. Aufgebaut ist er aus Hauptdolomit, der von und jüngeren Tonschichten überlagert ist. Er besteht aus zwei Zacken, einem höheren, spitzen südwestlichen und einem niedrigeren, breiteren nordöstlichen.
Für Verwirrung sorgt, dass auf der Karte des Militärgeographischen Instituts Florenz die Bezeichnung dieses Gipfels mit der des Piz Chaschauna vertauscht ist, dessen italienischer Name (Pizzo Cassana) fälschlicherweise dem Gipfelpunkt dieses Berges zugeordnet ist.

## Lage und Umgebung
Der Punta Casana befindet sich etwas mehr als 1½ Kilometer nordöstlich des Pass Chaschauna (2694 m s.l.m.), der am Fuße des Südwestgrats liegt. Dieser Grat und auch der Nordwestgrat, der die Punta Casana mit dem etwa einen Kilometer entfernten Piz Chaschauna (3070 m s.l.m.) verbindet, stellen die Landesgrenze zwischen der Schweiz und Italien dar. Der dritte Grat, der Ostgrat, verläuft ganz auf italienischem Gebiet und trennt das Valle di Federia im Süden vom weiten Trogkar östlich oberhalb des Val Saliente. Im oberen Teil dieses Kars liegt ein kleiner, runder See, der Laghetto alto del Saliente (2853 m s.l.m.). Westlich des Berges befindet sich das Val Chaschauna.
In einem Kessel südwestlich der Punta Casana befindet sich ein aktiver Blockgletscher. Er geht aus der Schuttzone eines blockig verwitterten Diabas-Gangs hervor. An den Stauchwällen im Frontbereich ist seine Aktivität erkennbar.

## Alpinismus
Der leichteste, wenn auch nicht kürzeste Anstieg, führt über den Pass Chaschauna und die Bocchetta alta del Saliente (2896 m), der tiefsten Einschartung des Verbindungsgrats zum Piz Chaschauna. Vom Pass Chaschauna geht man zunächst in nordöstlicher Richtung über den breiten Rücken auf eine Kuppe mit Steinmann (2788 m). Von dort erreicht man leicht absteigend einen weiteren Sattel (2766 m). An dieser Stelle geht man nicht weiter auf die Punta Casana zu, sondern verlässt den Grat um die westlichen Seite des eigentlichen Ziels auf etwa gleichbleibender Höhe zu queren. Nach einem kurzen Aufstieg erreicht man die Bocchetta alta del Saliente, wendet sich nun nach Südosten und steigt über den Nordwestgrat bis zur Ostseite des felsigen Gipfelaufbaus an. Zuletzt erreicht man von Osten in leichter, kurzer Kletterei (I) den höchsten Punkt, der ein Gipfelkreuz trägt. Vom Pass Chaschauna zum Gipfel benötigt man laut Literatur knapp 1½ Stunden, die Gehzeit zum Pass von der Ponte Calcheira nahe Livigno wird mit 2½ Stunden angegeben.
Eine weitere Abstiegsmöglichkeit besteht über den Ostgrat der Punta Casana. Dorthin kann man gelangen, indem man von Livigno aus die westliche Talseite des Val Saliente quert und so in das Becken südöstlich des Punta Casana gelangt. Von dort erreicht man auf einer Höhe von etwa 2800 m den breiten Rücken, der von Osten zum Gipfelfelsen führt. Dieser Anstieg ist teilweise weglos und erfordert Orientierungsvermögen und gute Sicht. Von der Ponte Calcheira nahe Livigno zum Gipfel benötigt man laut Literatur 3½ Stunden.

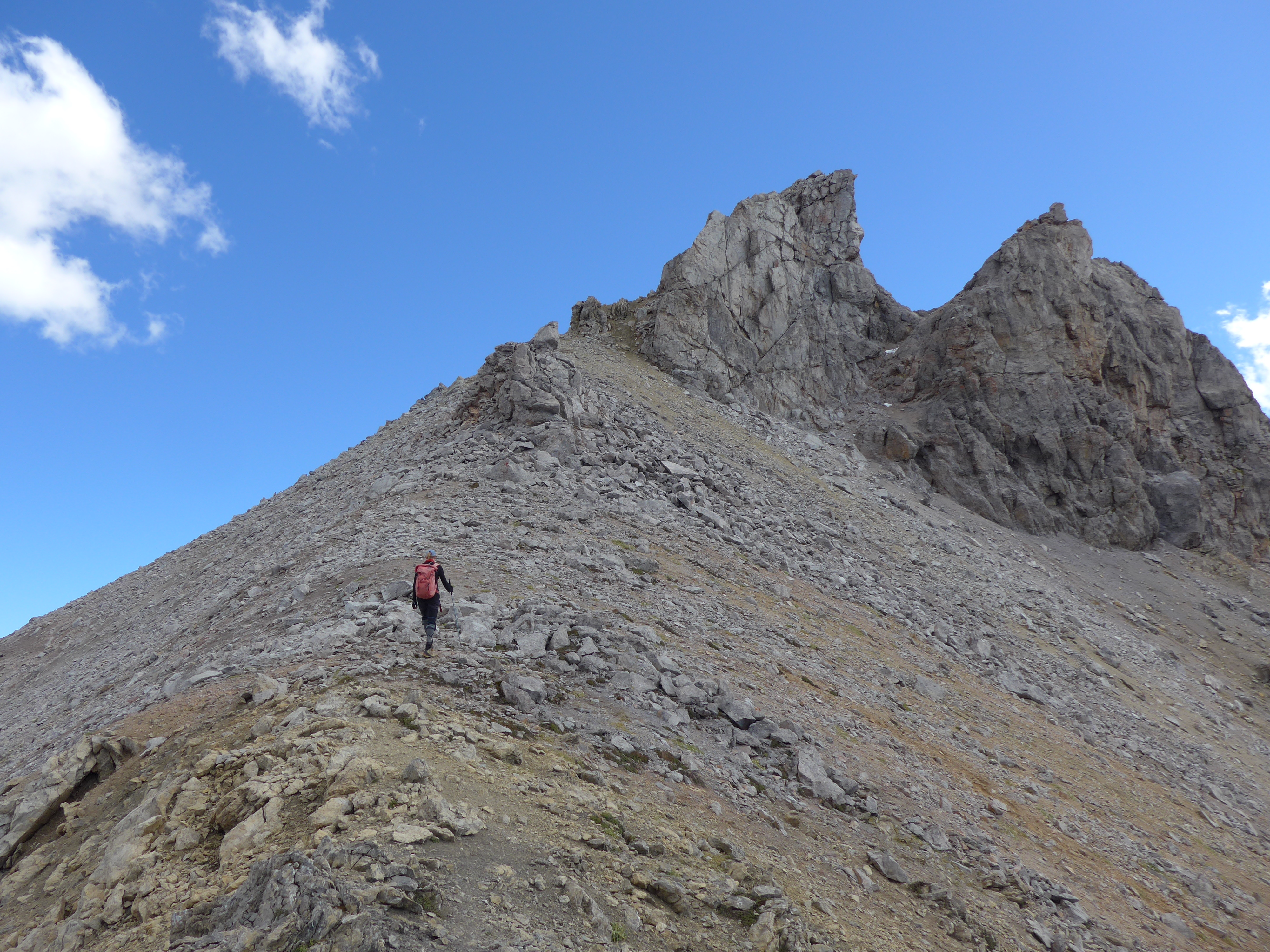
Gipfelfelsen der Punta Casana von Norden.
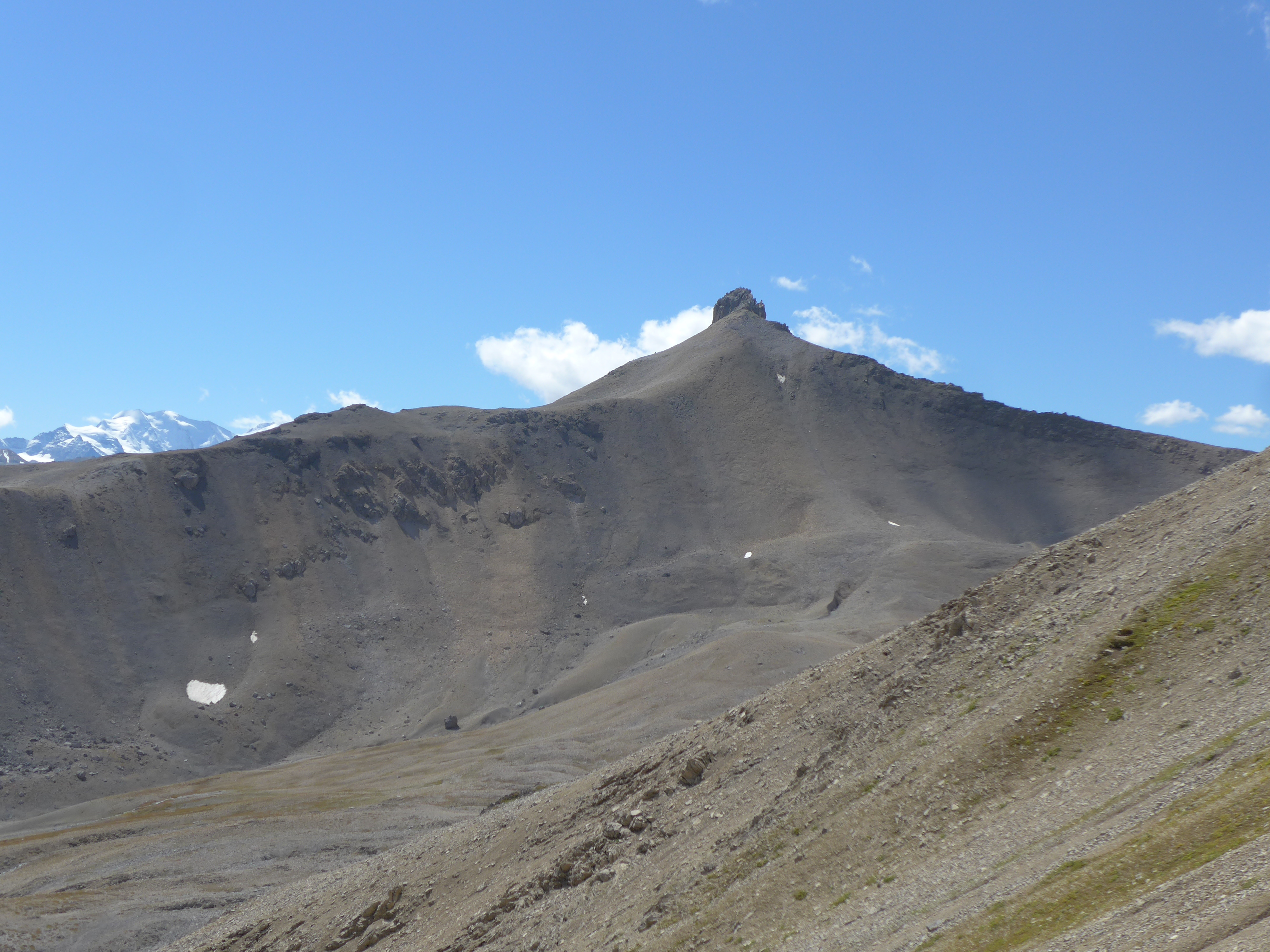
Punta Casana von Nordosten, vom Ostgrat des Piz Trupchun.
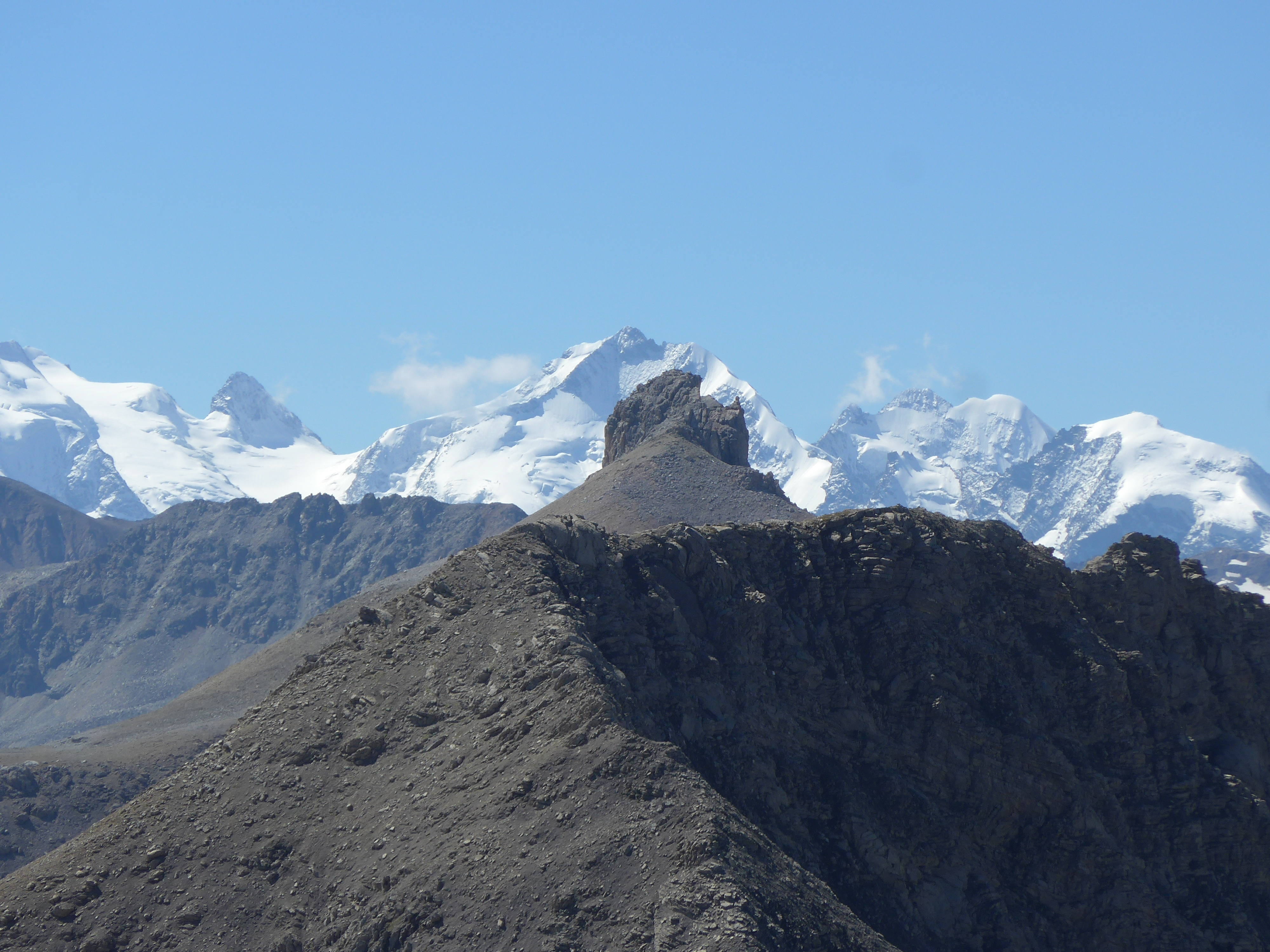
Punta Casana vor Piz Bernina von Nordosten, vom Südwestgrat des Monte Saliente.
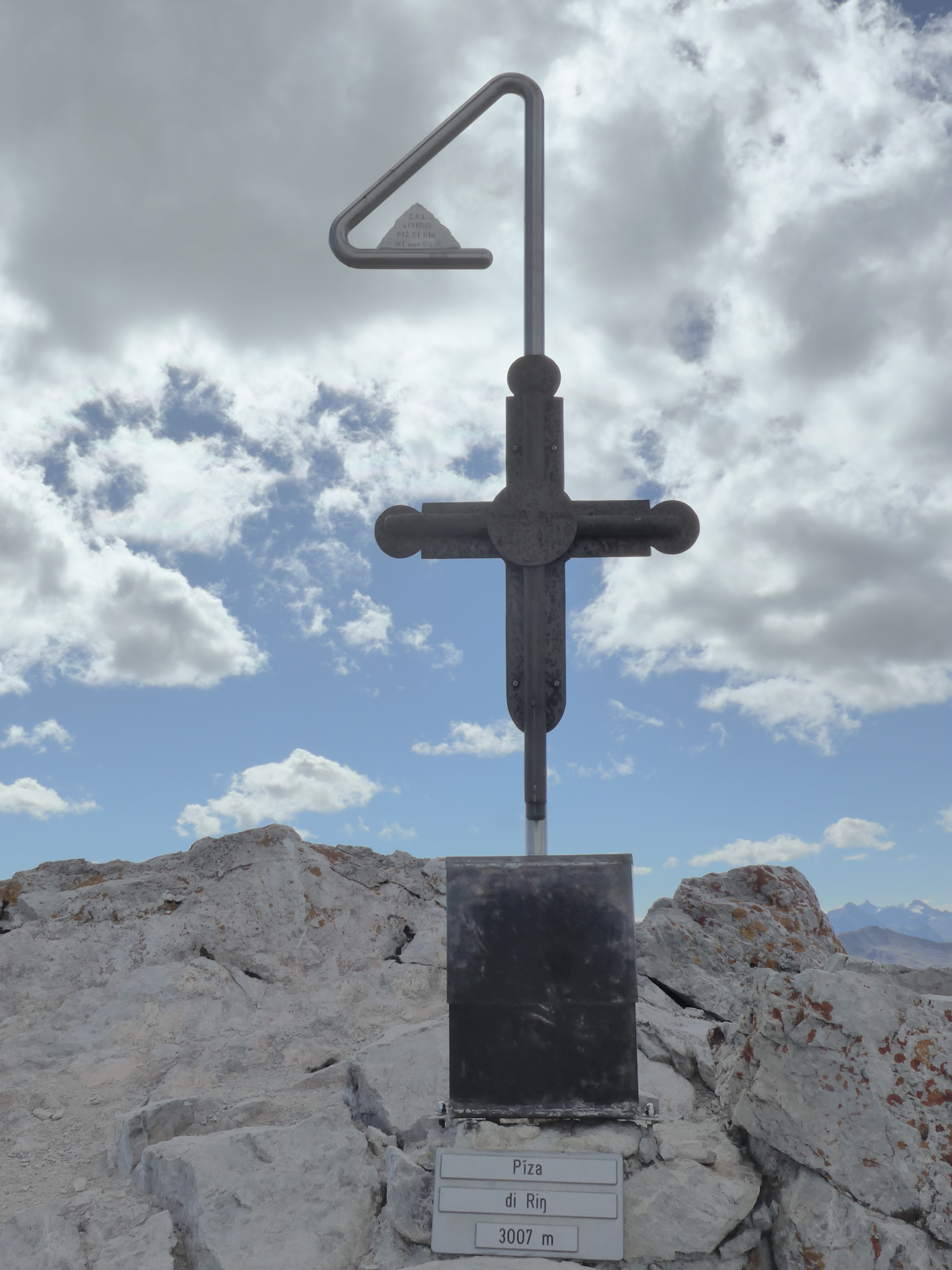
Gipfelkreuz der Punta Casana